# 里耶秦简
里耶秦简是在湖南西部里耶鎮出土的36000余枚戰國至秦朝的竹简，记载了秦王政二十五年至秦二世元年的秦代历史。

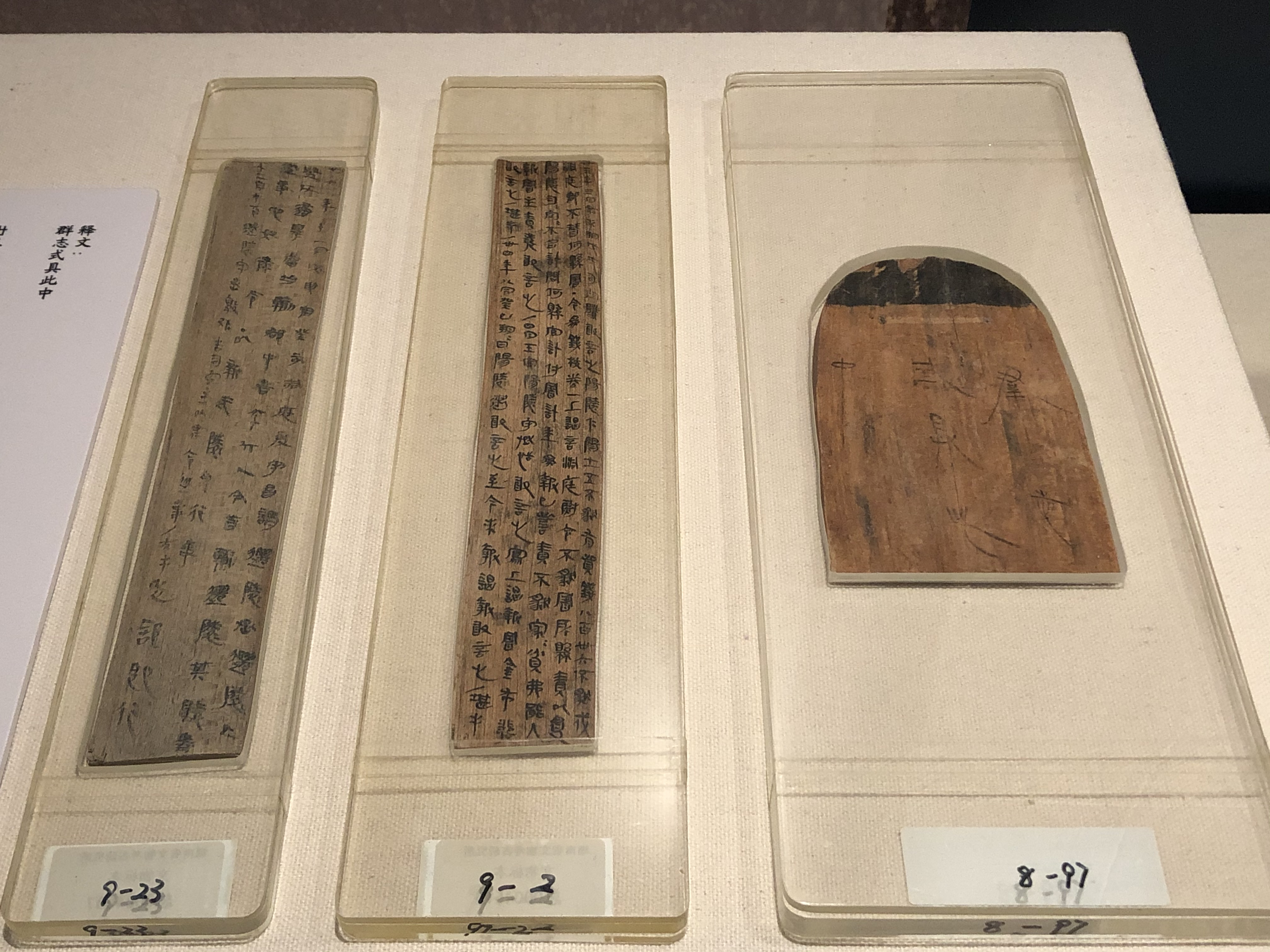
里耶秦簡

「里耶」在秦代之名為「遷陵」。

## 发掘过程
2002年6月，因建设碗米坡电站，中国对湖南湘西土家族苗族自治州龙山县里耶镇进行了抢救性考古发掘，发现了战国时期的古城、古井，并出土了36000余枚秦朝竹简。此古城是戰國時楚國抵禦秦兵的城堡。
里耶秦簡從古井淤泥中挖掘出土，與空氣接觸後快速氧化發黑，導致其記載文字難以辨識，後經湖南省考古所實驗室以連二亞硫酸鈉為主的調配液將氧化物脫色還原，里耶秦簡字跡始得辨認。

## 內容
其中一枚写有“迁陵以邮行洞庭”7个古隶文字，被认为是中国最早的邮寄书信，距今已有2200多年。
在里耶竹簡中也發現了「洞庭郡」的字样。這一秦代郡名並未出現於傳世文獻中，而首見於此。根據之後的研究，里耶秦簡中所載洞庭郡，其轄區與史記所載黔中郡轄區高度重疊，因此據信洞庭郡即為史記中所載黔中郡，而洞庭郡未見於過去史料記載可能原因為：黔中郡在戰國時期楚國轄內，秦國統一之後改名洞庭郡，短短15年秦國覆亡，當地郡府旋即恢復舊名，這也許就是約莫50年後西漢時期出生的史記作者司馬遷將洞庭郡記載為黔中郡的原因。
里耶秦簡的重要性在於其數量之龐大，約為過去發現秦簡數量之和的九倍左右，且根據其所記載內容，確認為從秦王政25年（西元前222年）至秦二世2年（西元前210年）12年間的縣府行政檔案，內容從中央政令、行政區劃，官吏任免、軍事物資調度，甚至百姓欠款等縣府大小瑣事。

里耶秦簡有別於過去對秦始皇焚書坑儒破壞禮制的印象有別的是，當中提及祭祀先農的官辦儀式，這與秦前的春秋、秦後的西漢緬懷先祖的禮制活動無異。

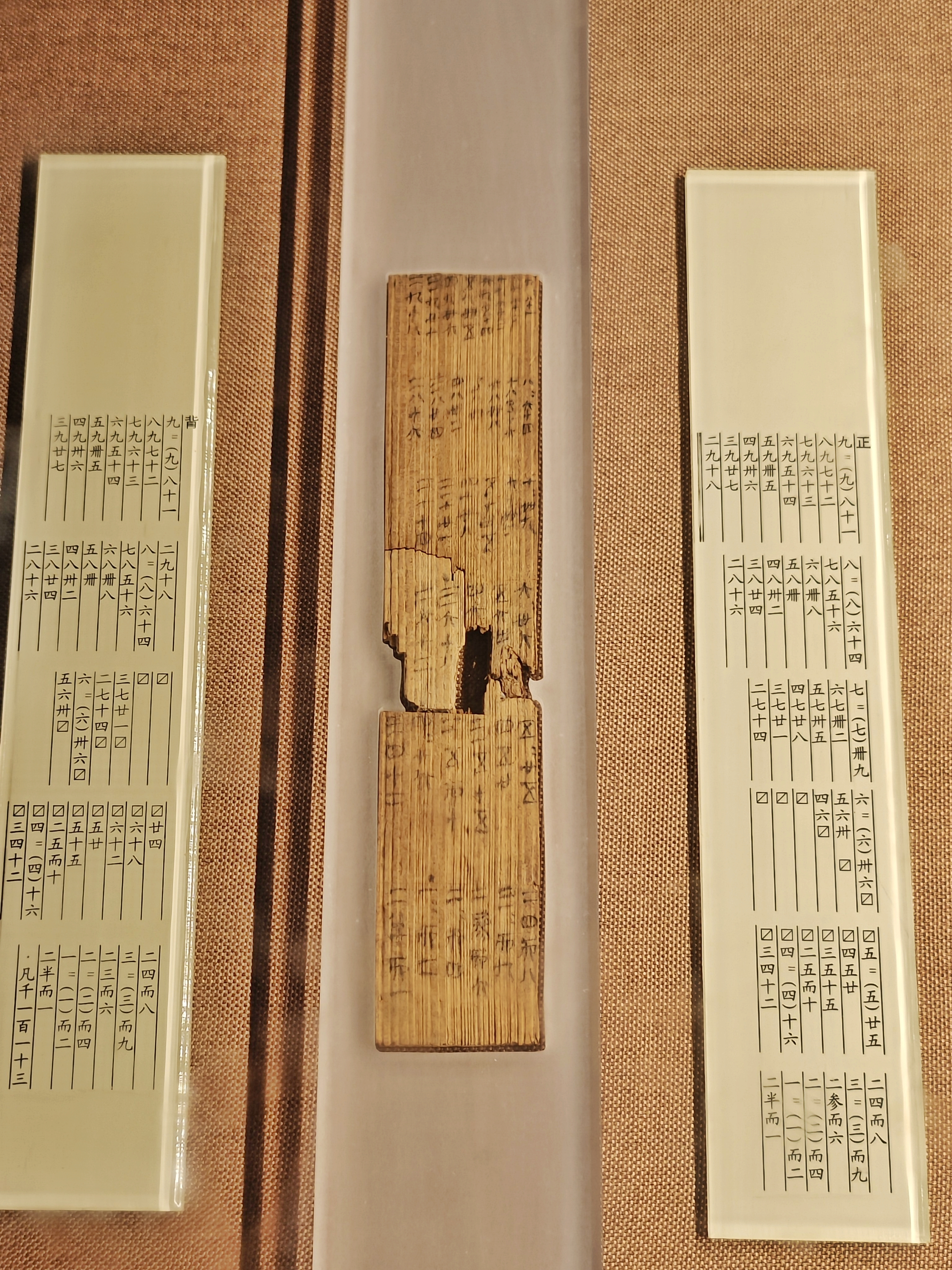
据称记载有乘法表的里耶秦简
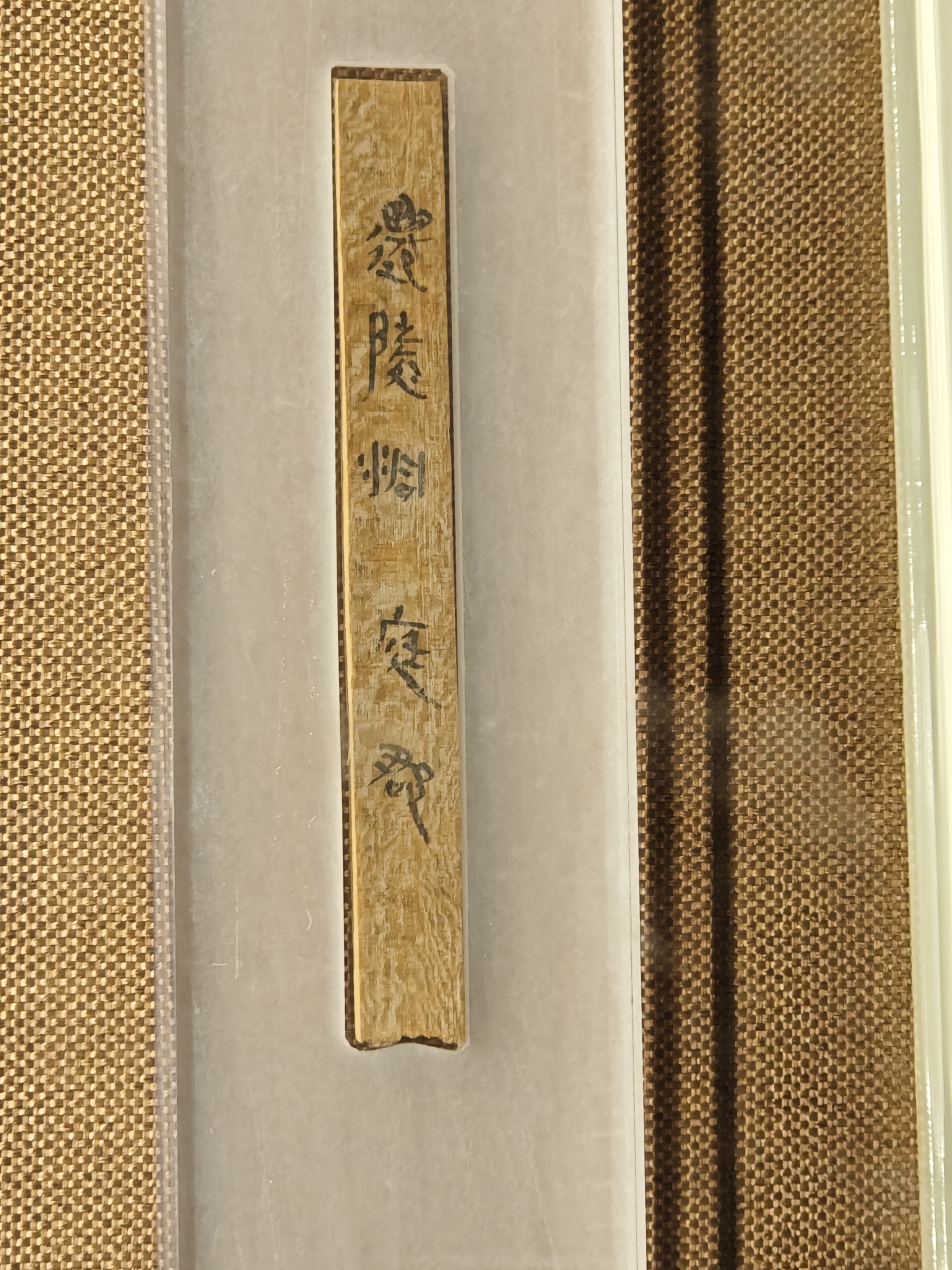
记载有洞庭郡迁陵(县)的里耶秦简
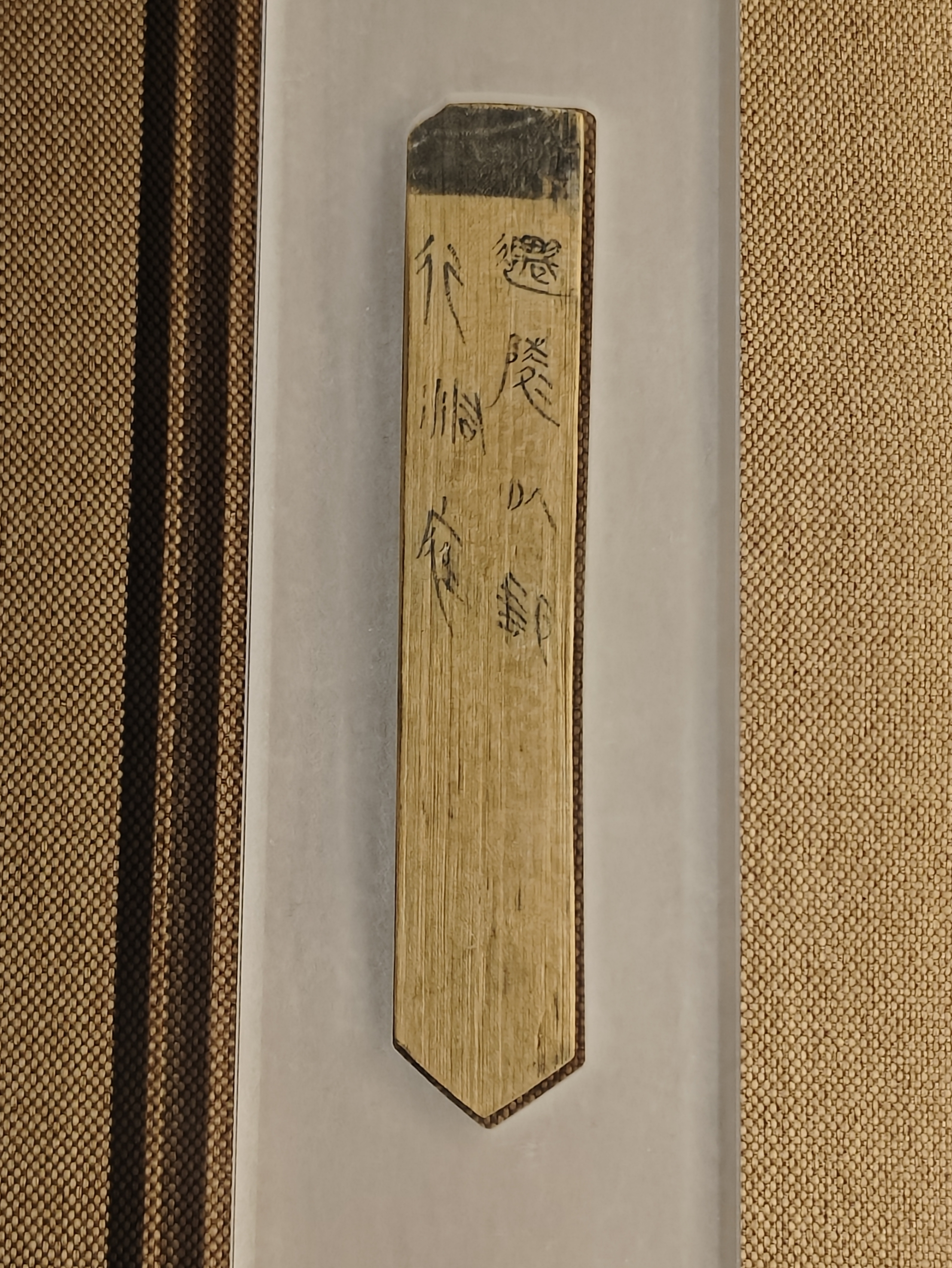
曾作为从洞庭郡发往迁陵县的信封